# Codsall
Codsall es una parroquia civil y un pueblo del distrito de South Staffordshire, en el condado de Staffordshire (Inglaterra).

## Geografía

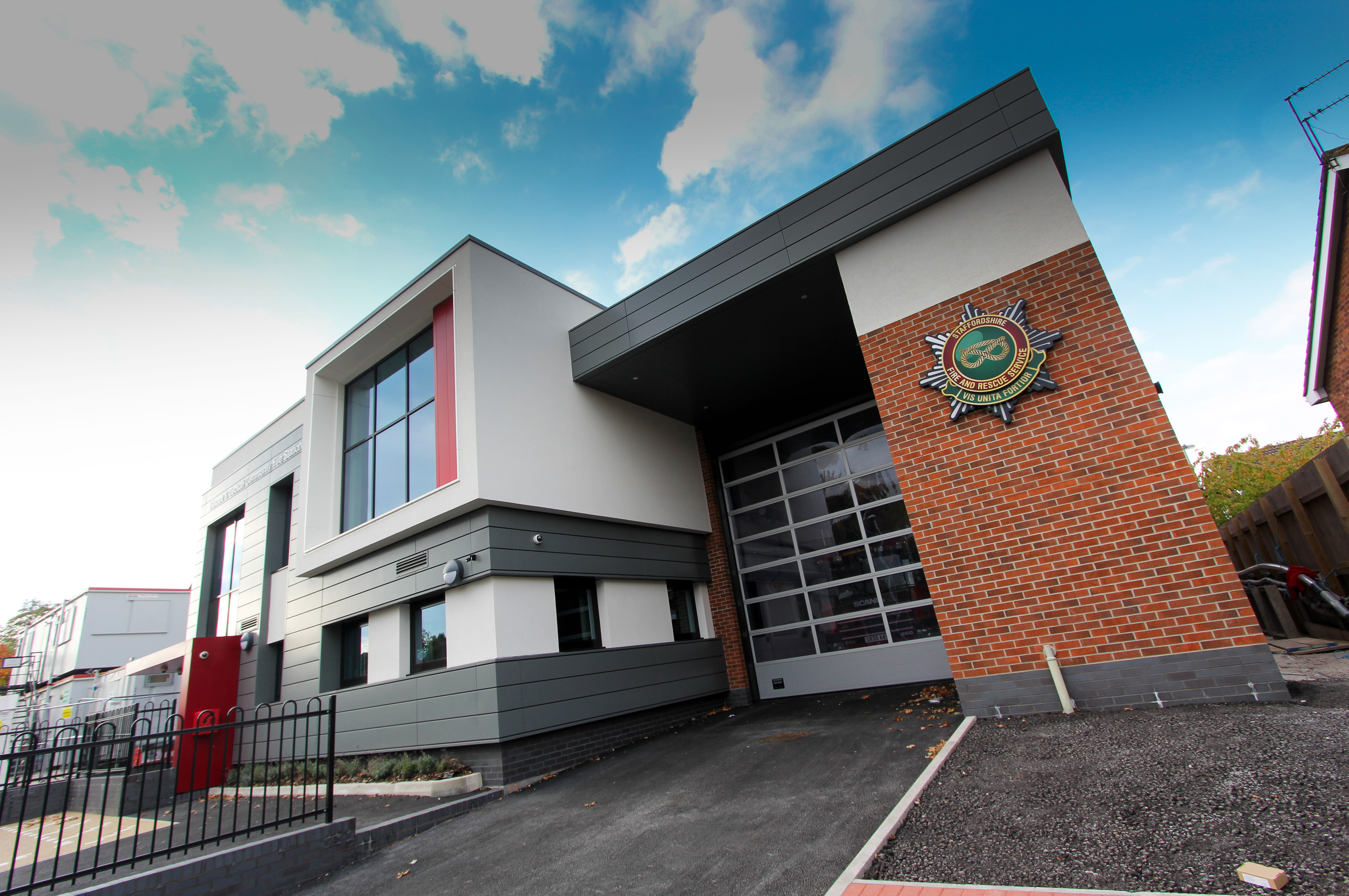

Según la Oficina Nacional de Estadística británica, Codsall tiene una superficie de 12,38 km².

## Demografía
Según el censo de 2001, Codsall tenía 7496 habitantes (47,52% varones, 52,48% mujeres) y una densidad de población de 605,49 hab/km². El 16,53% eran menores de 16 años, el 73,13% tenían entre 16 y 74, y el 10,34% eran mayores de 74. La media de edad era de 44,19 años. Del total de habitantes con 16 o más años, el 20,74% estaban solteros, el 63,39% casados, y el 15,87% divorciados o viudos.
Según su grupo étnico, el 97,97% de los habitantes eran blancos, el 0,68% mestizos, el 1,05% asiáticos, el 0,19% negros, y el 0,11% de cualquier otro. La mayor parte (97,19%) eran originarios del Reino Unido. El resto de países europeos englobaban al 1,09% de la población, mientras que el 1,72% había nacido en cualquier otro lugar. El cristianismo era profesado por el 85,3%, el budismo por el 0,05%, el hinduismo por el 0,48%, el judaísmo por el 0,07%, el islam por el 0,35%, el sijismo por el 0,36%, y cualquier otra religión por el 0,11%. El 7,74% no eran religiosos y el 5,55% no marcaron ninguna opción en el censo.
Había 3036 hogares con residentes, 47 vacíos, y 3 eran alojamientos vacacionales o segundas residencias.